# Give It Away
Give It Away – dziewiąty utwór i zarazem pierwszy singel z albumu Blood Sugar Sex Magik grupy Red Hot Chili Peppers, który został wydany w 1991 roku, nakładem wydawnictwa Warner Music, jego producentem był Rick Rubin.

## Lista utworów
Pierwsze wydanie CD (1991)
1. „Give It Away” (Singel Mix)
2. „Give It Away” (12" Mix) – 6:02
3. „Search and Destroy” (poprzednio nieopublikowany) – 3:34
4. „Give It Away” (Rasta Mix) – 6:47
5. „Give It Away” (Album)

Drugie wydanie CD (1991)
1. „Give It Away” (Singel Mix)
2. „Give It Away” (12" Mix) – 6:02
3. „Give It Away” (Rasta Mix) – 6:47
4. „Give It Away” (Album)
5. „Search and Destroy” (poprzednio nieopublikowany) – 3:34
6. „Soul to Squeeze” (poprzednio nieopublikowany) – 4:50

Trzecie wydanie CD (1991)
1. „Give It Away” (Album)
2. „Search and Destroy” (poprzednio nieopublikowany) – 3:34
3. „Soul to Squeeze” (poprzednio nieopublikowany) – 4:50

Czwarte wydanie CD (1991)
1. „Give It Away” (Singel Mix)
2. „Give It Away” (12" Mix) – 6:02
3. „Give It Away” (Rasta Mix) – 6:47
4. „Soul to Squeeze” (poprzednio nieopublikowany) – 4:50

Kaseta magnetofonowa (1991)
1. „Give It Away” (Album)
2. „Search and Destroy” (poprzednio nieopublikowany) – 3:34